# 보령 갈매못 천주교 순교지
보령 갈매못 천주교 순교지(保寧 갈매못 天主敎 殉敎地)는 대한민국 충청남도 보령시에 있는 조선시대의 천주교 순교지이다. 2013년 2월 12일 대한민국 충청남도의 기념물 제188호로 지정되었다.
보령 갈매못 천주교 순교지는 1866년 3월 23일 천주교 병인박해 때 서울에서 사형 선고를 받고 보령에 있는 충청수영으로 이송된 다섯 성인이 1866년 3월 30일 수영 근처의 바닷가 모래사장에서 군문효수형을 당한 장소로 현재 순교자기념비, 기념관, 사제관, 수녀원 등이 건립돼 있다.
갈매못 성지는 역사적으로 병인박해(1866년)때 많은 신자들이 이곳으로 이송되어 순교한 곳 일뿐 아니라, 다블뤼 주교의 유품과 유물이 소장돼 있는 역사적으로 중요한 가치를 지니고 있는 성지이다.

## 찾아가는 길
충남 홍성에서 보령시(대천)로 이어지는 21번 국도를 따라 광천읍을 지나 주포면 소재지인 보령리에 닿으면 삼거리로 갈리는 길목에 갈매못 성지 안내 푯말이 보인다. 여기서 6km 정도 가면 홍보 주유소가 있는 삼거리가 되고 좌회전하여 다시 6km 정도 바다를 끼고 가면 길 왼쪽으로 갈매못 성지가 나타난다.

## 참고 자료
- 보령 갈매못 천주교 순교지 - 국가유산청 국가유산포털